# Soumaïla Ouattara
Soumaïla Ouattara (ur. 4 lipca 1995 w Bobo-Dioulasso) – burkiński piłkarz, grający na pozycji środkowego obrońcy. W sezonie 2021/2022 zawodnik FUSu Rabat. Reprezentant kraju.

## Kariera klubowa
Soumaïla Ouattara zaczynał karierę w 2014 roku w ASF Bobo Dioulasso. Z zespołem tym zajął 10. miejsce w I lidze burkińskiej.
1 lipca 2015 roku przeniósł się do Société Omnisports de l’Armée. W najlepszej lidze Wybrzeża Kości Słoniowej zajął 11. pozycję. 
1 lipca 2016 roku powrócił do ojczyzny, do Rahimo FC. Z tym zespołem stanął na najniższym stopniu podium ojczystej ligi.
14 września 2017 roku trafił do Ajax Cape Town. W klubie z Kapsztadu zadebiutował 5 stycznia 2018 roku w meczu przeciwko Maritzburg United FC, przegranym 1:2. Łącznie w Kapsztadzie rozegrał 2 mecze i zajął 16. miejsce w ligowej tabeli.
1 lipca 2018 roku powrócił do Rahimo FC. Zagrał tam w 12 spotkaniach i strzelił 3 gole, a jego drużyna w sezonie 2018/2019 zdobyła mistrzostwo kraju (w kolejnym sezonie była trzecia).
5 lutego 2021 roku trafił do Maroka, do Rai Casablanca. W zespole z największego miasta kraju zadebiutował 3 marca 2021 roku w meczu przeciwko Union Sidi Kacem, wygranym 2:0. Łącznie w Casablance rozegrał 9 meczów (w tym 8 ligowych).
28 sierpnia 2021 roku trafił za 66 tysięcy euro do FUSu Rabat. Już w debiucie strzelił gola – 17 września 2021 roku w meczu przeciwko Youssoufii Berrechid, zremisowanym 1:1, trafił do siatki w 96. minucie, doprowadzając do remisu. Łącznie do 20 grudnia 2021 roku zagrał 12 meczów dla stołecznego klubu (wszystkie ligowe).

## Kariera reprezentacyjna
Soumaïla Ouattara zadebiutował w ojczystej reprezentacji 4 września 2019 roku w meczu towarzyskim przeciwko Libii, wygranym 0:1. Łącznie rozegrał 4 mecze.